# Boniface IV de Montferrat
Pour les articles homonymes, voir Boniface.
Boniface IV de Montferrat (né le 21 décembre 1512 – 6 juin 1530) fut marquis de Montferrat de 1518 à 1530.

## Biographie
Boniface IV est l'avant dernier marquis de Montferrat issu de la dynastie des Paléologues. Fils unique et successeur de Guillaume IX de Montferrat du fait de son jeune âge à la mort de son père, il reste pendant plusieurs années sous la tutelle de sa mère Anne d'Alençon et de son oncle Jean Georges de Montferrat. En 1519, il reçoit le serment de vassalité des fils de Oddone d'Incisa, héritier du marquisat d'Incisa, qui ainsi se soumettent au marquisat de Montferrat.
Le règne de Boniface IV correspondant à une période complexe de la politique italienne quand le Montferrat est envahi par les Sforza qui contestent l'orientation philo française de la politique de la cour de Casale Monferrato. Boniface IV dans ce contexte est également partie prenante lors de la signature de la Paix de Cambrai. Au cours des années suivantes, la politique du Monteferrat se réoriente vers une alliance avec le Saint-Empire au point que Charles Quint ne le verra plus désormais changer de camp.
En 1517, Guillaume IX avait accordé comme épouse à Frédéric II de Gonzague sa jeune fille Marie, sœur de Boniface, cette union sera contestée par les Gonzague, qui réussissent à la faire annuler par l'intermédiation du pape Clément VII. Boniface IV meurt peu après à la suite d'une chute de cheval à Ronzone, banlieue de Casale Monferrato, sans laisser d'héritier.

## Sources
- (it) Cet article est partiellement ou en totalité issu de l’article de Wikipédia en italien intitulé « Bonifacio IV del Monferrato » (voir la liste des auteurs).
- Anthony Stokvis, Manuel d'histoire, de généalogie et de chronologie de tous les États du globe, depuis les temps les plus reculés jusqu'à nos jours, préf. H. F. Wijnman, éditions Brill, Leyde, 1890-1893 ; réédition 1966, volume III, chapitre XII, § 10 « Montferrat » et tableau généalogique no 15 p. 730-731.